# Elna Møller
Elna Møller Moltke (12. december 1913 på Tange Skovgård, Højbjerg Sogn – 22. maj 1994 på Frederiksberg) var en dansk arkitekturhistoriker, gift med runologen Erik Moltke.
Elna Møller voksede op på en landejendom nær Bjerringbro som datter af gårdejer Niels Rasmussen Møller (1880-1950) og Johanne Due Thomsen (1880-1959). Hun havde gode boglige evner, kom i Bjerringbro Mellem- og Realskole og tog i 1933 matematisk studentereksamen fra Viborg Katedralskole.
Hun blev optaget på Kunstakademiets Arkitektskole i København, hvorfra hun i 1941 tog afgang som arkitekt, men var allerede i 1939 blevet knyttet til Nationalmuseet. I studietiden var hun på legatstøttede rejser til Sovjetunionen og til Italien, hvor hun fordybede sig i lombardisk teglstensarkitektur. 1936-38 arbejdede hun på kongelig bygningsinspektør Johannes Magdahl Nielsens tegnestue og fra 1939 som løs medarbejder ved den store udgravning af vikingeborgen Trelleborg. Her udførte hun opmålinger og tegninger og blev af Nationalmuseets direktør Poul Nørlund betroet tilrettelæggelsen af illustrationerne til hans bog Trelleborg (1948).
Denne opgave førte til flere, bl.a. 1941-42 af det forsvundne bispegårdskapel og 1943 af den nedrevne Skt. Hans Kirke i Roskilde. I efterårs- og vintermånederne 1942-43 foretog hun udgravning af den fugtigt beliggende middelalderborg Hindsgavl, hvilket ikke blot gav hende et længerevarende halsonde, men heldigvis også en positiv bedømmelse af hendes fund fra Glyptotekets direktør Frederik Poulsen. Samtidig stod hun for restaureringsopgaver i hovedstaden, nemlig ejendommene Nybrogade 8 og Wessels Hus på Gråbrødretorv 3. For sidstnævnte arbejde modtog hun præmiering fra Københavns Kommune 1945.
1944 var hun blevet redaktør ved bogværket Danmarks Kirker, hvilket hun var helt frem til 1983. 1970-72 og igen 1977-79 var hun hovedredaktør for værket, som hun gav et livs arbejdsindsats. Ud over at sikre en meget høj faglig standard og ensartethed, stod hun selv for redegørelserne for den komplicerede bygningshistorie bag henholdsvis Roskilde Domkirke, Løgumkloster Kirke og Ribe Domkirke. Disse bygningsanalyser blev milepæle i hendes livsværk.
Den 23. december 1949 blev hun gift med Erik Moltke, som hun fik en datter sammen med.
Elna Møller var medlem af en række selskaber og bestyrelser, bl.a. var hun en af de første kvinder i Det kongelige Nordiske Oldskriftselskab, optaget 1951. Hun var fra 1960 medlem af Dansk Selskab for Oldtid og Middelalder, samme år af Dansk Selskab for Arkitektur, 1962-86 af Det særlige Kirkesyn, 1968-83 af bestyrelsen for Selskabet for Kirkelig Kunst. 1972-83 var hun censor i middelalderarkæologi ved Aarhus Universitet.
Da hun gik på pension 1983 hædredes hun dels af Jysk Arkæologisk Selskab med Worsaae-Medaillen, dels af medarbejdere ved Danmarks Kirker med festskriftet Kirkens bygning og brug med hendes bibliografi. 1985 blev hun tildelt N.L. Høyen Medaljen.